# Criophthona anerasmia
Criophthona anerasmia là một loài bướm đêm trong họ Crambidae.